# Gemengde vrijmetselarij
Gemengde vrijmetselarij is een vorm van vrijmetselarij waarin zowel mannen als vrouwen op gelijke basis worden ingewijd. In tegenstelling tot de traditionele, uitsluitend mannelijke loges die worden erkend door reguliere grootloges, staat de gemengde vrijmetselarij open voor leden van alle geslachten. De belangrijkste internationale organisatie binnen deze stroming is de Ordre Maçonnique Mixte International Le Droit Humain, opgericht in Frankrijk in 1893. Zowel in Nederland als in België kent de gemengde vrijmetselarij verschillende vormen.

## Ontstaan
De gemengde vrijmetselarij ontstond aan het einde van de 19e eeuw in Frankrijk, mede onder invloed van de vrouwenrechtenbeweging en antiklerikale stromingen binnen de republikeinse politiek. De centrale figuur in het ontstaan van deze stroming was Maria Deraismes, een feministe en schrijftster die in 1882 als eerste vrouw werd ingewijd in een reguliere loge van de Grande Loge Symbolique Écossaise. Samen met de arts en senator Georges Martin richtte zij op 4 april 1893 in Parijs een nieuwe orde op: Le Droit Humain, toegankelijk voor mannen en vrouwen.
Na het overlijden van Deraismes in 1894 zette Martin het werk voort en gaf hij de organisatie een internationale structuur door in 1899 een Opperraad in het leven te roepen. Deze kreeg gezag over alle 33 graden van de Aloude en Aangenomen Schotse Ritus, inclusief de drie symbolieke of basisgraden van leerling, gezel en meester. Via samenwerking met onder andere Annie Besant en de Theosofische Vereniging verspreidde de orde zich naar Engeland, India, de Verenigde Staten en andere delen van de wereld.

## Gemengde vrijmetselarij in Nederland
De gemengde vrijmetselarij werd in Nederland geïntroduceerd in 1904, toen een delegatie uit Engeland onder leiding van Annie Besant in Amsterdam tien Nederlandse profanen inwijdde in de drie symbolieke graden van Le Droit Humain. Kort daarop, op 10 juni 1905, werd in Amsterdam de eerste Nederlandse loge opgericht onder de naam 'Cazotte'. Deze loge was sterk theosofisch georiënteerd.
In de jaren daarna groeide het aantal gemengde loges gestaag, tussen 1905 en 1920 werden zeven nieuwe loges opgericht. In 1919 werd de Nederlandse federatie Le Droit Humain opgericht, in datzelfde jaar verlieten drie loges - waaronder 'Cazotte' - Le Droit Humain uit onvrede met de hiërarchische structuur van de orde en richtten het Nederlands Verbond van Vrijmetselaren op. In 1960 volgde opnieuw een afscheiding die leidde tot de oprichting van de Nederlandse Grootloge der Gemengde Vrijmetselarij. Alle drie deze obedienties bestaan anno 2025 nog steeds, en erkennen elkaar met wederzijds bezoekrecht.
Daarnaast zijn er anno 2025 nog een tweetal buitenlandse obedienties met gemengde loges in Nederland
- Het Grootoosten van Luxemburg, met loge 'Fiat Lux' in Groningen
- Het Grand Oriënt de France, met loge 'Saint Napoléon' in Amsterdam

Ten slotte kent Nederland nog een tweetal gemengde autonome of 'wilde' loges die niet aan een obediëntie verbonden zijn. Dit zijn de gemengde loges 'Ziggurat' en 'Seshat', beiden gezeteld in den Haag. Loge 'Seshat' werkt als enige in Nederland volgens de ritus van Memphis-Misraim.

## Gemengde vrijmetselarij in België
In België vond de gemengde vrijmetselarij al vroeg aansluiting, Belgische leden waren onder de eerste internationale contacten van Le Droit Humain. Op 22 februari 1911 werd in Brussel de eerste loge van Le Droit Humain in België opgericht, loge  'L'Egalité' met nummer 45.  In 1928 waren er zeven loges actief zodat een Belgische federatie van Le Droit Humain kon worden opgericht.
De Belgische federatie van Le Droit Humain behoort inmiddels tot de grootste binnen de Internationale Orde, en in verhouding tot de bevolkingsomvang telt België een groot aantal gemengde vrijmetselaren. De Belgische vrijmetselaar Jacques Choisez (1910–1998) was de eerste grootmeester van de Internationale Orde die niet uit Frankrijk afkomstig was. 
Naast de Belgische federatie Le Droit Humain kent Belgie ook de Lithos Confederatie van Loges, een gemengde obediëntie die in 2006 is opgericht door enkele loges. Anno 2025 kent deze obediëntie een veertigtal loges, waaronder ook enkele in het buitenland.
Het Grootoosten van België, de oudste en grootste obediëntie van België, was van oudsher alleen toegankelijk voor mannen. Op 16 februari 2020 stemde zij echter voor een wijziging van de statuten en het reglement en vanaf dat moment de organisatie een confederatie die bestaat uit een mannenfederatie, een gemengde federatie en een vrouwenfederatie.
De verschillende irreguliere obediënties in België, waartoe naast de bovengenoemde ook de Grootloge van België en de Vrouwengrootloge van België horen, kennen een grote mate van samenwerking en wederzijds bezoekrecht.  Het Belgische model geldt internationaal als voorbeeld van pragmatische samenwerking tussen rituele tradities.
Daarnaast zijn er anno 2025 enkele buitenlandse obedienties met gemengde loges in België:
- Het Grootoosten van Luxemburg, met loge 'De Ruwe Kassei' in Gent, loge 'Diogenes' in Turnhout en loge 'Socrate' in Luik.
- de Gran Logia Simbólica Española[7] is een irreguliere Spaanse obediëntie met loge 'La Luz' in Gent.
- Het Gran Oriente Latinoamericano[8] is een irreguliere Latijns-Amerikaanse obedientie met loge 'Francisco de Miranda' in Aalst en loge 'Sur' in Brussel.
- De Ordre Initiatique et Traditionnel de l'Art Royal[9] is een Franse obediëntie met loge 'Le Diamant Bleu' in Péruwelz.

Ten slotte is er nog de Grande Loge Belge de Memphis-Misraim, een kleinere obediëntie die werkt volgens de Oude en Primitieve Ritus Memphis-Misraïm. Zij kent verschillende loges in België.